# مذياع الترانزستور
مِذْيَاع الترانزستور أو مذياع الجيب (بالإنجليزية: Transistor radio)‏ هو مذياع محمول صغير يستخدم الدارات القائمة على الترانزستور. بعد اختراع الترانزستور في عام 1947 - والذي أحدث ثورة في مجال الإلكترونيات الاستهلاكية من خلال إدخال أجهزة محمولة صغيرة ولكنها قوية ومريحة - أُصدر جهاز ريجينسي تي آر-1 في عام 1954 ليصبح أول مذياع ترانزستور تجاري. أدى النجاح الذي حققه جهاز سوني تي آر-63 الأصغر والأرخص في السوق، والذي أُصدر في عام 1957، إلى أن يصبح مذياع الترانزستور أكثر أجهزة الاتصال الإلكتروني شيوعًا في الستينيات والسبعينيات القرن 20. لا تزال أجهزة مذياع الترانزستور تُستخدم بشكل شائع كأجهزة مذياع للسيارات.